# Christian Friedrich Blume

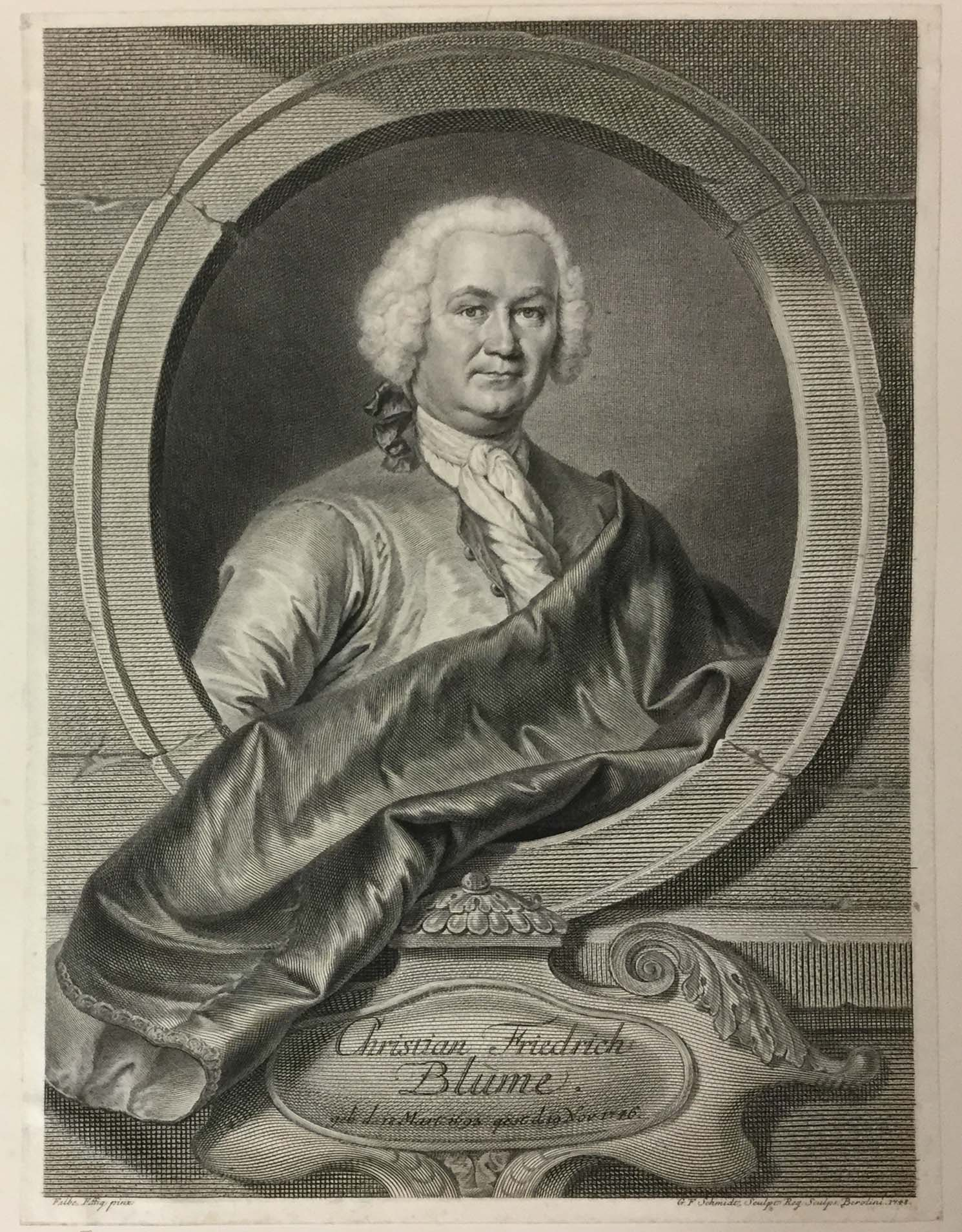
Christian Friedrich Blume, 1746.
Radierung von Georg Friedrich Schmidt nach einem verschollenen Gemälde von Joachim Martin Falbe

Christian Friedrich Blume (* 18. März 1693; † 19. November 1746 in Berlin) war ein preußischer Kaufmann und Seidenfabrikant.

## Biografie
Über die Herkunft von Christian Friedrich Blume ist nichts Näheres bekannt.
Seit Mitte der 1720er Jahre ist er als Hoflieferant und Posamentierer in Berlin nachweisbar. Er war in erster Ehe verheiratet mit Anna Margareta Oeser (* 1698), mit der er die Tochter Anna Louisa (1725–1755) und die Söhne Julius Friedrich (* 1726) und Friedrich Wilhelm (1729–1802) hatte. Nach dem Tod seiner Ehefrau heiratete er 1738 die Witwe Eva Maria Holzinger (um 1696–1764)
Im Jahr 1740 wurde ihm die Einrichtung einer Seidenzeugfabrik in seinem Haus am Achteck (Leipziger Platz) gestattet, das Anlegen einer „Sammetfabrik“ aber abgelehnt. Der Kaufmann Johann Ernst Gotzkowsky, der 1745 seine Tochter Anna Louisa geheiratet hatte, überredete ihn „aus seinen eignen Mitteln und Unkosten […] nach Genueser Art eine Sammtfabrique“ anzulegen. Am 14. Juli 1746 erhielt er dann auch von König Friedrich II. die Erlaubnis, in Berlin eine Fabrik von „Sammet und Seidenplüsch“ anzulegen. Diese Fabrik gehörte bald zu den erfolgreichsten von Berlin und war die einzige Taftmanufaktur, die nicht von französischen Hugenotten betrieben wurde. Am 18. November 1746 wurde das Privileg dahin geändert, dass es nicht nur seinen Kindern zustatten kommen sollte, sondern in den nächsten 20 Jahren niemandem, außer der bereits bestehenden Potsdamer Manufaktur des David Hirsch, erlaubt werden sollte, dergleichen Waren in Berlin und Brandenburg zu produzieren. Einen Tag später starb er. Die Erben waren die Witwe, die ihre Anteile an seine Kinder vermachte, und seine Kinder. Der Schwiegersohn Gotzkowsky übernahm die Leitung der Firma, die als „C. F. Blumes sel. Erben“ in der Leipziger Straße Nr. 1, weitergeführt wurde. Blumes Erben übernahmen 1750 auch die „Simond’sche Seidenfabrik“ in der Leipziger Straße Nr. 3. Das Haus ging auf Befehl des Königs laut Erbverschreibung vom 14. Dezember 1751 auf Blumes Erben über. Als 1755 die Ehefrau von Gotzkowsky starb, erhielten deren gemeinsame Kinder den mütterlichen Anteil.
1746 hatte Blume auch ein Haus in der Brüderstraße erworben, in dem die Erben und sein Schwiegersohn Gotzkowsky wohnten und das später Friedrich Nicolai gehörte.